# Контрерас, Марлени
Марлени Джозфина Контрерас Эрнандес (исп. Marleny Josefina Contreras Hernández), более известна как Марлени Контрерас — венесуэльский политик, инженер, действующий министр туризма Венесэулы (с 2015 года). Супруга экс-спикера Национального собрания Венесуэлы и действующего председателя Единой социалистической партии Диосдадо Кабельо. Мать четырех детей. Депутат Национального Собрания штата Миранда (до 2015 года), входила в Постоянный комитет по финансам и экономическому развитию, пока президент Николас Мадуро не назначил её на министерский пост.
В мае 2018 года США ввели санкции против Марлени Контрерас и ещё 3 граждан Венесуэлы, включая её мужа.